# Tesis de Pulacayo
La Tesis de Pulacayo es un importante documento del movimiento obrero boliviano y latinoamericano.
Se aprueba en el Congreso extraordinario de la Federación Sindical de Trabajadores Mineros de Bolivia (FSTMB), realizado en Pulacayo el 8 de noviembre de 1946, sobre la base del proyecto presentado por la delegación de Llallagua (hoy ese sindicato se llama de Siglo XX). Su título original: “Tesis Central de la FSTMB”, fue redactada íntegramente por Guillermo Lora después de un acuerdo en ese sentido con la dirección del sindicato de Llallagua del cual era su joven asesor. Fue pues un resultado del trabajo de penetración y organización del Partido Obrero Revolucionario (POR-Bolivia) en el seno del proletariado minero. 
"El hecho de que la Tesis de Pulacayo sea uno de los documentos políticos más famosos del país no puede hacernos olvidar que se trata de un programa sindical." Guillermo Lora 

## Postulados
El documento en sus fundamentos y el tipo de revolución que debe realizarse  aplica la teoría de la Revolución Permanente de León Trotski a la realidad boliviana. Utiliza como método el del Programa  de  Transición de la Cuarta  Internacional, incluye una serie de reivindicaciones transitorias: salario mínimo vital con escala móvil, escala móvil de horas de trabajo, control obrero colectivo, armamento del proletariado, ocupación de las minas, acción directa de masas ante los métodos parlamentarios, etc. Por primera vez define a Bolivia como país capitalista atrasado, de economía combinada e integrante de la economía mundial. El proletariado, clase revolucionaria por excelencia, está llamado a convertirse en caudillo nacional, a sellar la unidad de todos los explotados bajo su liderazgo. Equivocadamente se propugna el Frente Único Proletario táctica que posteriormente fue corregida al plantear el Frente Revolucionario Antiimperialista como el camino para unir a la nación oprimida detrás de la dirección proletaria. También por primera vez se plantea como objetivos estratégicos de la clase obrera la Revolución y Dictadura Proletarias, que serán impuestas a través de la vía insurreccional. En este documento, que sirvió de base para la estructuración del Bloque Minero Parlamentario, se repite la consigna leninista de convertir al Legislativo (Parlamento) en tribuna revolucionaria. Se deja sentado que el eje central de la estrategia revolucionaria radica en la alianza obrero-campesina. En la medida en la que los mineros enarbolaron y defendieron la Tesis de Pulacayo lograron enseñorearse sobre la clase obrera y sobre todo el país. El intento de poner en pie a la Central Obrera Nacional (CON) durante el sexenio rosquero buscó aglutinar a los explotados bajo el liderazgo de los mineros y aplastar a la artesanal y stalinista Central Sindical de Trabajadores de Bolivia (CSTB). La  gran difusión periodística de la Tesis dividió inmediatamente a Bolivia en dos bandos: los partidarios y los enemigos del documento de Pulacayo. Los trabajadores fabriles no fueron extraños a este proceso. La Unión de Fabriles de La Paz apoyó el documento y se retiró de la CSTB, censurando la labor proselitista que realizaba en favor del PIR stalinista. En principio acordó sumarse al Frente Único Proletario (bloque entre el POR y la FSTMB) y a la Central Obrera Nacional (CON), el antecedente inmediato de la COB, cosa que en definitiva, no sucedió.
La publicación masiva de la Tesis de Pulacayo fue posible gracias al financiamiento de los entonces ‘barones del estaño” (Patiño, Hoschild y Aramayo). José Carrasco (fundador del matutino “El Diario”), en su biografía sobre Simón I. Patiño, sostiene que la empresa minera de este empresario millonario hizo llegar al gobierno un ejemplar policopiado del documento programático aprobado en el congreso de Pulacayo y que se difundía en las minas. Lamentó que el Poder Ejecutivo no se diese cuenta que era ahí por donde asomaba la amenaza comunista y por eso se vio obligada a  pagar a la prensa del país para que publicase todo el texto del documento de los mineros. "La Razón" de La Paz (del otro empresario minero Carlos Víctor Aramayo) del día domingo 8 de diciembre de 1946 (un mes después del famoso congreso de la FSTMB) reprodujo en su página ocho la "Tesis Central aprobada en el Primer Congreso Extraordinario de Trabajadores Mineros de Bolivia", con la siguiente advertencia: "Está circulando en los sindicatos de trabajadores del país, el siguiente documento...:". El matutino paceño "El Diario" de la misma fecha, en sus páginas 8 y 9 también reprodujo la “Tesis…”
Las ideas centrales de la Tesis de Pulacayo fueron planteadas y aprobadas en el III Congreso de la FSTMB realizado en marzo del mismo año (1946), algo de remarcable importancia porque estaba en el Gobierno el régimen militar de Gualberto Villarroel de orientación nacionalista que impulsó el nacimiento de la misma FSTMB y al cuál los mineros lo enfrentaron con las ideas que posteriormente se repitieron en el Congreso de Pulacayo, realizado cuando ya Villarroel estaba derrocado y asesinado (julio de 1946) e imperaba la restauración de la rosca minero-feudal apuntalada por el stalinista Partido de la Izquierda Revolucionaria (PIR), antecedente del actual Partido Comunista de Bolivia (PCB).
La orientación de la Tesis de Pulacayo y la necesidad de que los obreros mantengan su independencia de clase para seguir su propio camino hacia el socialismo, fueron retomadas en el IV Congreso de la Central Obrera Boliviana de 1970. Lo dicho en Pulacayo sigue y seguirá vigente hasta tanto no se consume en Bolivia la Revolución y Dictadura Proletarias, como se plantea en este documento.